# Gilberto Ribeiro
José Gilberto do Carmo Alves Ribeiro, mais conhecido como Gilberto Ribeiro (Lages, 1 de julho de 1965) é um radialista, apresentador de televisão e político brasileiro filiado ao Partido Liberal (PL).